# 朱晓明 (1960年)
朱晓明（1960年10月—），女，汉族，江苏镇江人，中华人民共和国政治人物，中国共产党党员。南京工学院（现东南大学）南京市专科班环境保护专业毕业，江苏省委党校政治经济学专业在职研究生学历。

## 生平
朱晓明历任江苏省计划经济委员会科员、副科长、科长、副处长，省发展计划委员会处长，省发展和改革委员会副主任；省统计局局长等职。2012年2月，任中共镇江市委副书记、代市长，同年6月正式当选市长。2017年1月，不再担任中共镇江市委副书记、市长，任江苏省发展和改革委员会主任。2018年3月，任江苏省人大常委会民族宗教侨务委员会主任。2023年1月退休。
2025年4月15日，因涉嫌严重违纪违法，接受江苏省纪委监委纪律审查和监察调查。